# Extension (médecine)
Pour les articles homonymes, voir Extension.
En anatomie, une extension est tout mouvement du corps augmentant l'angle de deux segments d'un membre ou de deux parties squelettiques du corps. Le mouvement se produit habituellement dans le plan sagittal. L'extension s'oppose ainsi à la flexion.

## Muscles responsables de l'extension
Les muscles qui interviennent dans l'extension d'un membre et par ordre d'intervention sont les suivants :

### Coude
- Muscle triceps brachial.
- Muscle anconé (intervient peu dans l'extension du coude).